# Эзалк
Эзалк (лат. Oesalces; III век до н. э.) — царь массилиев в Восточной Нумидии. Младший брат Галы, наследовавший ему в 207 году до н. э. На тот момент он уже был очень стар и вскоре умер.
У Эзалка было двое сыновей — Капусса, унаследовавший царскую власть, и Лакумаз.